# Soraya Manutchehri
Soraya Manutchehri was een 35-jarige vrouw uit Iran. Ze werd in 1986 door middel van steniging vermoord door haar dorpsgenoten. Dit gebeurde omdat zij overspel zou hebben gepleegd. Getuigen beweren echter dat haar man deze aanklacht verzon om met een 14-jarig meisje te kunnen trouwen, waarna hij valse geruchten verspreidde over haar overspel. Haar dood werd het onderwerp van een in 1990 door Freidoune Sahebjam geschreven boek, La Femme Lapidée. Dit boek is in 2008 verfilmd onder de titel The Stoning of Soraya M.